# Madanapalle
Madanapalle – miasto w Indiach, w stanie Andhra Pradesh. W 2011 roku liczyło 180 180 mieszkańców.